# 最大餘額法
最大餘額方法（英語：largest remainder method）又稱數額制、漢彌爾頓法（英語：Hamilton method），中国大陆称“最大余数法”，是比例代表制投票制度下，一種議席分配的方法，相對於最高均數方法。
这个方法要求候选人透过名单形式参选。每个名单上的候选人数不能超过该选区的议席数。候选人在名单上是有排名顺序的。选民投票时，是投给整个名单，而不是单个候选人。
投票结束后，会用一个特定的“数额”（见下）去除所有有效票数。每个名单如果得票数达到这个数额的整数倍，就可以获得相应数量的议席。名单上的候选人按照名单上的排名顺序获得议席。
如果还有剩余的议席没分配完，就会看每个名单超过上一轮数额整数倍的票数（即“余额”）。这些剩余议席会根据各名单的余额大小顺序分配，所以这种方法叫做“最大餘額法”。

## 數額
最常用的最大餘額方法，分別使用4種數額：
- 黑爾數額：將總有效票數除以議席數目。名稱源自英國大律師托馬斯·黑爾（英语：Thomas Hare）。在各種數額之中，黑爾數額是歷史最悠久、計算最簡易、使用最廣泛的方法，這是現時
  - 中華民國立法院不分區議席
  - 非洲西南部國家纳米比亚的議會所使用的分配方法。
  - 2018年義大利大選開始的義大利參眾兩院選制。
  - 由1998年至2016年期間，香港立法會選舉的地方選區及區議會（第二）功能界別議席
  - 19世紀，美國國會也曾採用這種方法分配選票。
- 特羅普數額：1+總有效票數除以（議席數目+1）。名稱源自英國數學家亨利·特羅普（英语：Henry Richmond Droop）。南非國會使用這種方法。
- 因佩里亞利數額：總有效票數除以（議席數目+2）。厄瓜多爾國會選舉是少數採用這種數額的選舉，因為得最大餘額的名單，未必能取得剩餘的議席，因為所有議席有可能都被數額完整分配。
- 哈根巴赫-比斯卓夫數額：總有效票數除以（議席數目+1）。名稱源自瑞士物理學家兼數學教授愛德華·哈根巴赫-比斯卓夫（英语：Eduard Hagenbach-Bischoff）。

## 具體例子
假設選舉投票人次100,000，分配10個議席。選舉結果：
黑爾數額為{\displaystyle {\begin{matrix}{\frac {100,000}{10}}\end{matrix}}=10,000}張選票，即每張名單每獲得10,000張選票，便能首先得到1個議席：
因此，名單丙、丁、戊各得1席，名單己得4席。餘下3席，則對比各個餘額。其中名單乙、戊、己的餘額最大，因此分別獲選其餘3席。
換言之，在最大餘額方法之下，名單乙、丙、丁各得1席，名單戊得2席，名單己得5席。

## 利弊
以最大餘額方法分配議席不算複雜，一般選民應該能夠理解運作方法。使用黑爾數額的最大餘額方法，並不偏重得票率較多或較少的名單，好處在於能給出中立、但同時具廣泛代表性的選舉結果。最大餘額方法能包容少數派，有利發展多黨派的議會。這種制度也令選民不能投票給個別候選人；從正面的角度看，這代表選民會改以各份參選名單的政綱為投票考慮依據，加強選舉的理性基礎。不過，各個政黨可能會有相應的「配票策略」，例如將同黨候選人分拆在不同的名單，好讓候選人能通過餘額數當選。
不過，某名單是否能夠獲得議席，極大程度取決於其他名單得票率比重如何。名單很有可能得票率高、但反而因此喪失一個議席。增加議席也可能反而導致某些名單喪失議席，這稱為阿拉巴馬悖論（Alabama paradox）。聖拉古計算法（聖拉古法）避免了這種情況，但較難理解。
以下就阿拉巴馬悖論舉出一例。6張參選名單，各張名單得票比率200:500:500:900:1500:1500，要分配25個議席：
通過數額分配，名單甲至己分別首先獲得0、2、2、4、7、7個議席；再對比各個餘額，名單甲、乙、丙分別再各得1席。
不過，如果將分配議席數量增加至26個：
通過數額分配，名單甲至己分別首先獲得1、2、2、4、7、7個議席；但對比各個餘額，之前未能增加議席的名單丁、戊、己，分別再各得1席；除名單甲因剛好獲得足夠數額贏得議席而幾乎沒有餘額之外，乙、丙皆未能再通過最大餘額分配而獲得議席。

### 文獻
- 香港第一屆立法會介紹文章
- 香港臨時立法會秘書處，資料研究及圖書館服務部：比例代表選舉制度 （页面存档备份，存于）資料摘要（檔案）

## 外部連結
- 香港科技大學數學系：比例代表制是甚麼？，就香港立法會選舉實際情況，介紹最大餘額方法及其問題
- 香港民主發展網絡馬嶽：選舉FAQ （页面存档备份，存于），就香港立法會選舉制度的常見問題，作簡短解答。